# Zastřelení u vodopádu v Boulogneském lese
Zastřelení u vodopádu v Boulogneském lese (fr. Fusillés de la cascade du Bois de Boulogne) je pomník věnovaný 35 mladým francouzským odbojářům, kteří byli 16. srpna 1944 krátce před osvobozením Paříže vlákáni do pasti a zabiti německými okupanty poblíž vodopádu v Boulogneském lese v Paříži.
Na místě jejich smrti byl po válce postaven pomník. Veřejná sbírka vynesla celkem 600 000 franků. Stavbu schválila pařížská rada 13. prosince 1945 a jeho slavnostní odhalení se konalo 6. července 1946. Na místě byl ponechán i dub se stopami nepřátelských kulek.
Nicolas Sarkozy památník navštívil 16. května 2007, v den, kdy byl uveden do úřadu.